# كاتيا بو عرم
كاتيا بو عرم (مواليد 3 سبتمبر 1987) هي لاعبة جمباز فني لبنانية مثلت بلدها في مسابقات دولية. و شاركت في البطولة العالمية للجمباز الفني عام 2009 في لندن، بريطانيا العظمي.